# Enrico Mayer
Enrico Mayer (Livorno, 3 maggio 1802 – Livorno, 29 maggio 1877) è stato un pedagogista e scrittore italiano, di origine franco-tedesca.

## Biografia
Nacque a Livorno da padre tedesco (Benedetto Giacomo Mayer) e da madre francese (Carolina Masson di Montebelliard); si formò sotto l'egida del pastore Giovanni Paolo Schulthesius, quindi studiò pedagogia e fu precettore presso importanti famiglie aristocratiche. Fu membro dell'Accademia Labronica dal 1822, nel 1829 fondò la Scuola di Mutuo Insegnamento di Livorno e successivamente, nel 1833, la Società degli Asili.
È del 1837 l'avventurosa vicenda del recupero di alcune carte Foscoliane di commento alla Divina Commedia da parte del Mayer aiutato da Hudson Guerney, Gino Capponi e Pietro Bastogi.
Il Mayer venne poi imprigionato a Castel Sant'Angelo nel 1840 per sospetti rivoluzionari, nel 1845 sposò una "gentile e colta giovinetta ginevrina" nipote di Agostino Kotzian e nel 1848 fu volontario nella Battaglia di Curtatone e Montanara. Ottenne la cittadinanza italiana soltanto nel 1860.
Collaborò, con Pietro Thouar e Niccolò Tommaseo al periodico "Guida dell'Educatore", diretto dall'abate Raffaello Lambruschini e tra i suoi corrispondenti e amici si devono ricordare Carlo Torrigiani, Giuseppe Mazzini, Gian Pietro Vieusseux, Angelica Palli, Ridolfo Castinelli e moltissimi altri. Nei suoi primi articoli sull'Antologia del Vieusseux si firmava Ellenofilo, pseudonimo che la dice lunga sul suo sostegno alla guerra d'indipendenza greca. Membro della Congregazione Olandese Alemanna di Livorno, fu sepolto nel suo cimitero. Gli sono state dedicate una via di Livorno, una di Firenze e una di Prato.  

## Scritti
- Frammenti di un viaggio pedagogico, Firenze, M. Cellini & C., 1867
- Titoli di Enrico Mayer presenti in Google Books, su books.google.it.